# Joonas Kolkka
Joonas Einari Kolkka (Lahti, 28 de septiembre de 1974) es un exfutbolista finlandés que se desempeñaba como centrocampista.

## Biografía
Kolkka comenzó su carrera como futbolista como juvenil en el FC Lahti para luego ser traspasado al MyPa, donde debutaría en la Veikkausliiga. Ganó la Copa de Finlandia de 1995 con el MyPa antes de sumarse al plantel del Willem II Tilburg ese mismo año. En 1998, Kolkka comenzó a concentrar en el PSV Eindhoven, también de la Liga Holandesa. Con el mismo, ganó dos copas de la liga (1999-00 y 2000-01) y clasificó para participar en la UEFA Champions League.
Luego de esos éxitos, en 2001, Kolkka se dirigió a Grecia para jugar en el plantel del Panathinaikos de la Superliga de Grecia durante dos temporadas. Luego de dejar Grecia, participó una temporada en el Borussia Mönchengladbach de la Bundesliga alemana; y al finalizar esta, se fue a Inglaterra para jugar en el Crystal Palace de la Premier League. Con el mismo, marcó un gol frente al Liverpool en el Anfield. y frente al Manchester United en el Old Trafford.
En el año 2005 volvió a la Eredivisie tras obtener un contrato de un año con el ADO Den Haag. Tras vencerse el contrato, y en la pretemporada, Kolkka se sumó al plantel del Feyenoord Rotterdam, donde permaneció un año para luego jugar, hasta la actualidad en el NAC Breda de ese mismo país.

## Selección nacional
Fue internacional con la selección de fútbol de Finlandia, jugó 98 partidos internacionales en los que anotó 11 goles. Realizó su debut el 26 de octubre de 1994 contra Estonia.

## Clubes
| Club                     | País           | Año       |
| ------------------------ | -------------- | --------- |
| Reipas Lahti             | Finlandia      | 1991-1993 |
| MyPa                     | Finlandia      | 1994-1995 |
| Willem II Tilburg        | Países Bajos   | 1996-1998 |
| PSV Eindhoven            | Países Bajos   | 1998-2001 |
| Panathinaikos            | Grecia         | 2001-2003 |
| Borussia Mönchengladbach | Alemania       | 2003-2004 |
| Crystal Palace FC        | Inglaterra     | 2004-2005 |
| ADO Den Haag             | Países Bajos   | 2006      |
| Feyenoord Rotterdam      | Países Bajos   | 2006-2007 |
| NAC Breda                | Países Bajos   | 2007-2011 |
| Willem II Tilburg        | Países Bajos   | 2011-2012 |
| Texas Dutch Lions        | Estados Unidos | 2012      |

## Palmarés

### Títulos nacionales
| Título                        | Club          | País         | Año  |
| ----------------------------- | ------------- | ------------ | ---- |
| Copa de Finlandia             | MyPa          | Finlandia    | 1995 |
| Supercopa de los Países Bajos | PSV Eindhoven | Países Bajos | 1998 |
| Eredivisie                    | PSV Eindhoven | Países Bajos | 2000 |
| Supercopa de los Países Bajos | PSV Eindhoven | Países Bajos | 2000 |
| Eredivisie                    | PSV Eindhoven | Países Bajos | 2001 |